# Vlag van Zuidplas

Versie van de logovlag van de gemeente Zuidplas inclusief rood en blauwe lijnen

Versie van de logovlag van de gemeente Zuidplas op een wit veld

De vlag van Zuidplas is de gemeentelijke logovlag van de Zuid-Hollandse gemeente Zuidplas. Het betreft hier waarschijnlijk een vlag die niet officieel is ingesteld maar slechts de gemeentelijke organisatie vertegenwoordigt. De vlag bestaat uit een witte achtergrond met daarop het logo inclusief de belettering "Gemeente Zuidplas". Op een minder gebruikte versie van de huisstijlvlag zijn twee haakse lijnen in rood en blauw zijn toegevoegd, langs de mastzijde en onder het logo.
Alblasserdam
· Albrandswaard
· Alphen aan den Rijn
· Barendrecht
· Bodegraven-Reeuwijk
· Capelle aan den IJssel
· Delft
· Den Haag
· Dordrecht
· Goeree-Overflakkee
· Gorinchem
· Gouda
· Hardinxveld-Giessendam
· Hendrik-Ido-Ambacht
· Hillegom
· Hoeksche Waard
· Kaag en Braassem
· Katwijk
· Krimpen aan den IJssel
· Krimpenerwaard
· Lansingerland
· Leiden
· Leiderdorp
· Leidschendam-Voorburg
· Lisse
· Maassluis
· Midden-Delfland
· Molenlanden
· Nieuwkoop
· Nissewaard
· Noordwijk
· Oegstgeest
· Papendrecht
· Pijnacker-Nootdorp
· Ridderkerk
· Rijswijk
· Rotterdam
· Schiedam
· Sliedrecht
· Teylingen
· Vlaardingen
· Voorne aan Zee
· Voorschoten
· Waddinxveen
· Wassenaar
· Westland
· Zoetermeer
· Zoeterwoude
· Zuidplas
· Zwijndrecht